# Várzea (Santarém)
Pour les articles homonymes, voir Várzea.
Várzea est une ancienne freguesia portugaise située dans le District de Santarém.
Avec une superficie de 21,23 km2 et une population de 1 685 habitants (2001), la paroisse possède une densité de 79,4 hab/km2.

## Histoire
La loi no 11-A/2013 du 28 janvier 2013, portant réorganisation administrative du territoire des freguesias, fusionne Várzea avec la paroisse voisine de Romeira pour former l’União das Freguesias de Romeira e Várzea, dont le siège est à Várzea.